# Seljord
Seljord er en kommune i Vestfold og Telemark fylke i Norge med et areal på 711 km², og en befolkning på 	2.991 (1. januar 2016). I nord grænser den til Tinn, i øst til Hjartdal, Notodden og Bø, i syd til Kviteseid, og i vest til Tokke og Vinje. Højeste punkt er Brattefjell som er 1.540 moh.
Seljord ligger ved Seljordsvannet, og har en betydelig turisttrafik om sommeren på grund af flere musikfestivaler og ikke mindst landbrugsmessen Dyrsku'n, som har bestået siden 1866. Anden weekend i september samles der årligt 60-80.000 til dette arrangement, som gør Seljord til et af det innenlandske Norges største turiststeder.

## Navnet
Stednavnet kommer av trænavnet "selje" og gerði (= indgærdet jordstykke).  I middelalderen hed stedet Sæiljugiordi, senere Selagiorthi, i 1700-tallet Sillejord, og i moderne tid endelig Seljord.
Præsten Hans Jacob Wille  indledte sin beskrivelse af Seljord fra 1786 sådan: "At Sillejord i de ældre tider er kaldet Sæiljugiordi, bevises af et Pergament fra 1350 hvor det saa benævnes. Stedet har altsaa sit navn af en Jord, hvor Siljetræet (Salix Caprea, her kaldet Sæilju) findes i Mængde(...)I 1492 var Benævnelsen ændret til Selagiorthi." 

## Historie
Seljord har bestået som selvstændig administrativ enhed siden 1837 og kommunegrænserne har nu været stabile i mere end 100 år. 1. januar 1883 blev en del af Seljord med 235 indbyggere overført til Bø kommune. 11. oktober 1873 blev en ubeboet del af Kviteseid ved kongelig resolution overført til Seljord. Den sidste "grænseregulering" blev gennemført ved kongelig resolution 23. januar 1905 da en ubeboet del af Hjartdal kommune blev overført til Seljord.
Gullnes mine, også kaldt Golmsberg gruve, var en lille mine med sølvholdigt kobbermalm i Seljord. Den var genstand for kortvarig minedrift i 1520- til 1550-årene, og sandsynligvis den første, egentlige minedrift i Norge. Den første norske daler blev udmøntet i Skien i 1546 af sølv fra Gullnes-minen.  Sidste gang, den blev forsøgt sat i drift, var i 1888, hvor den hurtigt blev opgivet igen. 
Efter reformationen i 1537 blev kirkegodset overført til kongen. Det gjaldt også for Gullnes-minen i Seljord, som bispen i Hamar, Mogens, havde drevet efter at have indhentet tilladelse i 1524. Christian 3. sendte snart professionelle tyskere til at arbejde i minen, under bjergværksmester Hans Glaser, der også tog fat ved minerne i Moisberg i Fyresdal og ved Fossum i Skien.  Det kom raskt til konflikt mellem de tyske fagarbejdere og de norske bønder, der fik dem tvangsindkvarteret på kongens bud; og snart rejste befolkningen i Vest-Telemarks bygder sig til oprør mod de fremmede.  Det førte også til konflikt, at Seljords gamle stenkirke var viet til Skt. Tarald - den lokale helgen i Setesdal, Numedal og Vest-Telemark - og det blev taget ilde op, at en fremmed befolkningsgruppe nu benyttede Taraldskirken til sine lutheranske messer. Det hele udartede, så Christian 3. satte soldater ind helt fra Båhuslen, med Claus Bille som leder. De 16 norske oprørsledere blev taget til fange og dømt til døden. Én reddede livet ved at melde sig som bøddel, mens ti købte sig fri ved at betale høje bøder. Fem ledere blev halshugget udenfor Hjartdal kirke, hvor der er rejst en mindesten. 
Ellers er Seljords historie tæt knyttet til den søslange, man mente at observere i Seljordsvandet i 1750, da Gunleik Andersson Verpe skulle fragte et flyttelæs over Seljordsvandet. Midt ude på vandet gik en søslange angiveligt til angreb på den ene af hans to pramme, og kvalte ham også.  Fra 1989 er søslangen afbildet på Seljords kommunevåben. I oktober 2011 åbnede et udsigtstårn ved vandet,  og herfra lykkedes det i 2012 den syttenårige Lisbeth Vefall at optage en video af fænomenet, der på folkemunde har fået navnet Selma. 

## Dialekt
I Seljord og det øvrige Vest-Telemark adskiller u- og o-lyden sig ved, at de vokaler nærmer sig en ø-lyd: "Hul" kaldes høl, "skud" kaldes skøt, "kul" kaldes køl. Telemarks dialekter hører ind til den gruppe norske dialekter, der kaldes "midlandsk".  Spørgeordene lyder sådan:
- Høtt? Hvad?
- Høssi? Hvordan?
- Høri? Hvor?
- Høffi? Hvorfor? [12]
- Kånn – os
- Bui – forretningen
- Jåse – hare
- Skrubb – ulv
- Ikønn – egern
- Svintøks - grævling
- Uvlean – håndleddene
- Svartjoleftan – lillejuleaften
- Hæg – weekend
- Dynni - døren